# 李庥

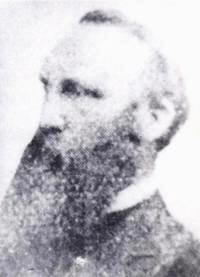
李庥牧師的照片

李庥（英語：Hugh Ritchie，1840年9月14日—1879年9月20日），英格蘭長老會牧師，也是該教會第一位前去臺東宣教的牧師。

## 生平概略

### 早年生涯
李庥牧師自格拉斯哥大學畢業後，因嚮往至中國宣教，決定前往倫敦長老教會神學院就讀。1867年6月17日，在其神學院三年級結業時，教會差派他到南中國海接替因「死的洗禮」（英語 : baptized for the dead）而殉教的馬遜牧師（英語 : Rev. David Masson，其人遭大浪捲入南海溺死），並前往臺灣協助馬雅各醫師。

### 在臺傳道
1867年12月13日，李庥牧師帶著懷有身孕的妻子伊萊莎（英語 : Eliza C. Cooke，1828年-1902年，後來被信徒稱為「牧師娘」）經142天左右航行抵達打狗，受到馬雅各醫師及眾信徒歡迎。隔年，英商走私樟腦事件引發臺灣民眾排斥洋教、洋人的風潮；馬雅各赴香港結婚不久，即有傳道者被捕下獄，亦有人在舊城被活活打死，埤頭禮拜堂同時遭搶劫燒毀。
爾後，馬雅各回臺灣府城（今臺南市中西區周邊）宣教；李庥牧師承接打狗宣道區，並開始計畫重整宣教中心旗後醫館及嚴重毀損的埤頭禮拜堂。1869年1月31日，埤頭教會重建完工後，他憑著一股熱誠與毅力南下，以阿里港為新據點，至當地極端保守的漢人社群中傳福音。他與伊萊莎同心協力，在阿里港（1869年）、東港（1870年）、琉球（1870年）、阿猴（1871年）、竹仔腳（位於現屏東縣林邊鄉，1871年）、杜君英莊（1872年）、鹽埔（1872年）、加蚋埔（1873年）、楠仔坑（1873年）、橋仔頭（1873年）、南岸（位於現屏東縣新埤鄉，1874年）及建功庄（現屏東縣新埤鄉建功村，客籍居民為主要人口）、劉展庄等地開設教會。
李庥牧師在來臺最初四年期間，除牧養打狗宣道區旗後醫館與十數間教會，亦負責巡視馬雅各所開創的府城教會及其東側山區內諸「山崗傳道站」（Hill stations）或「山崗教會」（Hill churches），即木柵（Baksa，現旗山區北側內門區境內，府城以東約27英哩）、崗仔林（Kongana，現左鎮區岡林里菜寮溪東岸附近）、柑仔林（Kamana）及拔馬（Pwahbe，左鎮區菜寮溪北岸）各地教會。
李庥牧師經常研讀臺語漢文、客家語，也曾向各地原住民學習他們的語言。

### 辦學講課
1870年2月，李庥牧師聘請來自澎湖的林兼金擔任助理，並積極創辦傳道師養成班（英語 :The Student's Class）；教室設於旗後牧師館樓下，當時學生有彭根源、黃深河、雷金、胡古、吳葛、林華及劉沃等；日後，他們個個都為宣教開拓做出巨大貢獻。
1876年，臺灣府與打狗兩宣道區合併，旗後傳道師養成班的學生跟隨遷至府城，並成立大學（英語 :Capital College）；李庥牧師在該校教授舊約概論及天文學課程。

### 與偕牧師
1871年底，加拿大長老教會首任中國宣教師偕叡理牧師（英語 :Rev. George Leslie Mackay，原被差遣至汕頭宣教）在打狗上岸，並南下阿里港拜訪李庥牧師，從事同工兩個月。李庥牧師傳授偕牧師在臺宣教的要訣，並建議他到北部地區傳教。後來，李庥牧師邀請府城的德馬太醫師（英語 :Dr．Matthew Dickson）與馬偕牧師一同搭船北上；1872年3月9日，他們從淡水上岸，並致力完成長老教會在臺灣的宣教佈局。

### 傳道後山
前往後山地區傳道之前，為了瞭解其中情形，他探訪前來旗後醫館就醫的卑南族病患，以及不少曾在府東山崗教會、南部諸教會聚會過的西拉雅平埔族信徒。
1875年3月14日，在東港教會長老陪伴下，他搭船前往當時仍受管制的後山，經寶桑（臺東）、蟳廣澳（成功）、彭仔存（現長濱鄉寧埔村城山社區），於沿途傳道，並於同年4月23日返回，完成長老教會於東臺灣第一次的宣教行動。

### 興創女學
李庥牧師和伊萊莎常拿藥品與物資幫助貧苦人家，甚至暗中以金錢相助。他也深入體會當地人的生活，以瞭解他們所欠缺的東西，並尤其對婦女卑微、受束縛的社會地位深表同情。 他認為婦女是家庭信仰的中心，因此，若信仰要有健全的發展，必要重視婦女教育。於是，他積極創設「女宣」與「女學」，而「女學」入學的唯一條件是「解開纏足」，以解開婦女在兩性關係上所受的長久束縛；後來，他尋得看西街醫館東南隅一塊空地設置學校（該校日後發展為長榮女中）。

### 過世
但是，李庥牧師屢次感染瘧疾，身體日漸虛弱。1879年9月20日，李庥牧師熱病復發，雖經安彼得醫師（英語 :Peter Anderson）全力救治，仍於9月30日下午3時病逝於看西街醫館宿舍。伊萊莎依照他的心志將他安葬在打狗宣道區。當晚，精於教會建築及木工的施大闢牧師（英語 :Rev. David Smith）親手為李庥牧師製作棺木。翌日，二十四位大學學生與宣教師護送棺木，從安平搭小火船到打狗；當日下午7時左右，眾人將他的遺體安葬於打狗山山腳砲臺下的打狗洋人墓園。

## 大事年表
- 1840年9月14日，生於蘇格蘭
- 1867年12月13日，27歲，抵達臺灣
- 1869年，以阿里港為新據點，在臺灣南部傳福音
- 1869至1874年，連續在臺灣東南地區開設十三間教會
- 1870年2月，在旗後創辦傳道師養成班
- 1871年，馬偕牧師抵臺，與李庥牧師同工兩個月，馬偕受其鼓勵前往北臺灣宣教
- 1872年3月，李庥、馬偕、德馬太至臺灣北部及中部山區巡視，並以大甲溪為界，設定其北為加拿大長老會差會傳教區、其南為英國長老會差會傳教區
- 1875年，完成長老教會第一次在東臺灣的宣教
- 1876年，大學（toa-oh）成立，至該校授課
- 1879年，推行女學與女宣福音事工
- 1879年9月30日，病逝新樓，享年39歲
- 1880年2月26日，伊萊莎受派為臺灣首位女宣教師，承繼李庥牧師在臺女學事工[4][2][3][20]

## 延伸閱讀
- Takao Club: The Foreign Cemetery （页面存档备份，存于）